# János Nagy
János Nagy (20 giugno 1903 – 8 febbraio 1966) è stato un calciatore ungherese, di ruolo difensore.

## Carriera
Comincia la carriera come terzino destro nel Sabaria di Szombathely, dove si mette in luce tanto da ottenere 3 convocazioni in Nazionale. Nel 1929 passa all'MTK Budapest nel corso della stagione, in tempo per partecipare alla conquista del titolo di quell'anno. Dopo alcuni anni torna brevemente al Sabaria per poi trasferirsi in Francia, al Cannes, per chiudervi la carriera.
Intraprende poi la carriera da allenatore: dapprima in Romania, poi in patria (dove ha occasione di allenare Ferenc Deák allo Szletorinci), in Finlandia e in Danimarca.

## Statistiche

### Cronologia presenze e reti in Nazionale
| Cronologia completa delle presenze e delle reti in nazionale ― Ungheria | Cronologia completa delle presenze e delle reti in nazionale ― Ungheria | Cronologia completa delle presenze e delle reti in nazionale ― Ungheria | Cronologia completa delle presenze e delle reti in nazionale ― Ungheria | Cronologia completa delle presenze e delle reti in nazionale ― Ungheria | Cronologia completa delle presenze e delle reti in nazionale ― Ungheria | Cronologia completa delle presenze e delle reti in nazionale ― Ungheria | Cronologia completa delle presenze e delle reti in nazionale ― Ungheria |
| Data                                                                    | Città                                                                   | In casa                                                                 | Risultato                                                               | Ospiti                                                                  | Competizione                                                            | Reti                                                                    | Note                                                                    |
| ----------------------------------------------------------------------- | ----------------------------------------------------------------------- | ----------------------------------------------------------------------- | ----------------------------------------------------------------------- | ----------------------------------------------------------------------- | ----------------------------------------------------------------------- | ----------------------------------------------------------------------- | ----------------------------------------------------------------------- |
| 26-12-1926                                                              | Oporto                                                                  | Portogallo                                                              | 3 – 3                                                                   | Ungheria                                                                | Amichevole                                                              | -                                                                       |                                                                         |
| 25-9-1927                                                               | Zagabria                                                                | Jugoslavia                                                              | 5 – 1                                                                   | Ungheria                                                                | Amichevole                                                              | -                                                                       |                                                                         |
| 1-11-1928                                                               | Budapest                                                                | Ungheria                                                                | 3 – 1                                                                   | Svizzera                                                                | Coppa Internazionale 1927-1930                                          | -                                                                       |                                                                         |
| Totale                                                                  |                                                                         | Presenze                                                                | 3                                                                       |                                                                         | Reti                                                                    | 0                                                                       |                                                                         |

## Palmarès

### Giocatore

#### Competizioni nazionali
- Campionato ungherese: 1

MTK Budapest: 1928-1929
- Coppa d'Ungheria: 1

MTK Budapest: 1931-1932